# Skála
Skála è una località delle Isole Fær Øer nell'isola di Eysturoy, la seconda dell'arcipelago per grandezza. Ha costituito un comune autonomo fino al 1º gennaio 2005 quando è stata unita a i comuni di Elduvík, Oyndarfjørður  nel nuovo comune di Runavík. Vi è una chiesa edificata nel 1940.
Skála ospita il più grande cantiere navale delle isole Fær Øer, dove si effettuano costruzioni e riparazioni navali.

## Sports
La squadra locale è Skála ÍF che gioca nello stadio Undir Mýruhjalla. Il team femmine è lo EB-streymur/Skála.